# Elhadj Fodé Soumah
Pour les articles homonymes, voir Soumah.
 (juillet 2022).
Fodé Soumah, aussi connu sous le nom de Aldjanna Fodé, né à Friguiagbé en Guinée et mort le 27 mars 2012 au Maroc, est un homme politique guinéen, membre du Parti de l'unité et du progrès de Lansana Conté.

## Parcours professionnel
Fodé Soumah est une personnalité du Parti de l'unité et du progrès de Lansana Conté. Il est gouverneur de la Banque centrale de la république de Guinée. À la suite de l'élection présidentielle de 2003, Soumah est nommé ministre de la Jeunesse et des Sports. À ce poste, il dirige également le Comité national olympique.
Soumah est mis en examen en décembre 2006 pour complicité de détournement, alors qu'il était sous-gouverneur de la Banque, dans le retrait de 22 millions de dollars par Mamadou Sylla,. Avec Sylla, il est libéré après l'intervention du président Lansana Conté. Cela devient une plainte majeure menant à la grève générale guinéenne de 2007.
Apres l'élection d'Alpha Condé à la présidence, Soumah est nommé conseiller politique du président jusqu'à sa mort le mardi 27 mars 2012 au Maroc de suite d'une maladie.